# Hustle & Flow - Il colore della musica
Hustle & Flow - Il colore della musica è un film del 2005 scritto e diretto da Craig Brewer.

## Trama
Ambientato nella parte Nord della città di Memphis, troviamo il protagonista DJay nella sua attività di protettore di alcune ragazze, che investe i suoi risparmi nel tentativo di sfondare nel mondo del rap, attraverso l'aiuto di un suo amico d'infanzia, di un fonico per ambienti che lavora nelle chiese, e di una delle sue ragazze, Shug.
Il primo esempio della bravura di DJay con le rime è "It's Hard out Here for a Pimp" ("È dura qua fuori per un pappone"), perfetta sintesi di tutta la sua vita in quel momento.
Cerca di portare la sua musica ai piani alti, attraverso vecchie conoscenze, come il rapper Skinny Black (Ludacris).
Quando tutto sembra andare per il meglio, nel corso della stessa serata in cui consegna la musicassetta a SkinnyBlack, verrà arrestato per averlo malmenato dopo che questi getterà la cassetta nel bagno. Dal carcere però, DJay non perde la voglia di lottare e di raggiungere i propri sogni, di uscire e ritrovare la donna che ama e la sua bambina, Keisha.

## Riconoscimenti
- 2006 - Premio Oscar
  - Oscar alla migliore canzone per It's Hard out Here for a Pimp
  - Candidatura miglior attore a Terrence Howard
- National Board of Review Awards 2005
  - Miglior performance rivelazione maschile (Terrence Howard)
- Satellite Awards 2005
  - Miglior attore in un film commedia o musicale (Terrence Howard)